# Francisco Villar Liébana
Francisco Villar Liébana (Torredonjimeno, Jaén, 23 de mayo de 1942) es un filólogo español y catedrático de lingüística indoeuropea en la Universidad de Salamanca desde 1979.

## Biografía
Fue discípulo de Francisco Rodríguez Adrados, aunque más tarde se distanció de su magisterio. Fue profesor de lingüística indoeuropea en la Universidad Complutense de Madrid hasta el año 1979, año en que obtuvo la cátedra de la misma disciplina en la Universidad de Salamanca.

## Ámbito de estudio
Ha llevado a cabo numerosos estudios sobre las lenguas paleohispánicas, contribuyendo entre otros a la comprensión de los Bronces de Botorrita (uno de los mayores testimonios de la variedad oriental de escritura celtíbera) y, más en general, de las lenguas celtas continentales, y al desarrollo de los estudios sobre el tartésico y el lusitano. 
También ha contribuido al desarrollo de la indoeuropeística, apoyando la teoría kurgánica propuesta por Marija Gimbutas y oponiéndose a la hipótesis anatólica que propuso, desde la arqueología, Colin Renfrew. Otros aportes se refieren a la dialectología indoeuropea y a la reconstrucción del proceso de indoeuropeización de Eurasia, con particular atención a las contribuciones procedentes de los estudios de genética histórica de Luigi Luca Cavalli-Sforza; en este contexto, lidera un equipo multidisciplinar dedicado a investigar los orígenes del indoeuropeo a través de un estudio étnico-lingüístico de los agricultores neolíticos y de las poblaciones mesolíticas.
Entre sus numerosas obras destaca el manual Los indoeuropeos y los orígenes de Europa. Lenguaje e historia (1991), traducido a varias lenguas y considerado un libro de texto de referencia para la indoeuropeística actual.[cita requerida]

## Obras
- Lenguas y pueblos indoeuropeos, Madrid, Istmo, 1971.
- Origen de la flexión nominal indoeuropea, Madrid, Instituto "Antonio de Nebrija", 1974. ISBN 978-84-0003-988-2.
- Dativo y locativo en el singular de la flexión nominal indoeuropea, Salamanca, Ediciones Universidad de Salamanca, 1981. ISBN 978-84-7481-146-9.
- Ergatividad, acusatividad y género en la familia lingüística indoeuropea, Salamanca, Ediciones Universidad de Salamanca, 1983. ISBN 978-84-7481-249-7.
- Los indoeuropeos y los orígenes de Europa. Lenguaje e historia, Madrid, Gredos, 1991 (19962). ISBN 978-88-15-12706-8.
- Estudios de celtibérico y de toponimia prerromana, Salamanca, Ediciones Universidad de Salamanca, 1995. ISBN 978-84-7481-809-3.
- Indoeuropeos y no indoeuropeos en la Hispania prerromana. Las poblaciones y las lenguas prerromanas de Andalucía, Cataluña y Aragón según la información que nos proporciona la toponimia, Salamanca, Ediciones Universidad de Salamanca, 2000. ISBN 978-84-7800-968-8.
- El IV bronce de Botorrita (Contrebia Belaisca): arqueología y lingüística, Salamanca, Ediciones Universidad de Salamanca, 2001. ISBN 9788478008759.
- Vascos, celtas e indoeuropeos. Genes y lengua (con Blanca M. Prosper), Salamanca, Ediciones Universidad de Salamanca, 2005. ISBN 978-84-7800-530-7.
- (2014): Indoeuropeos, iberos, vascos y sus parientes, Estratigrafía y cronología de las poblaciones prehistóricas, Universidad de Salamanca, Estudios filológicos.